# Har Zikhrona
Har Zikhrona (hebreiska: הר זכרונה) är ett berg i Israel.   Det ligger i distriktet Haifa, i den norra delen av landet. Toppen på Har Zikhrona är 166 meter över havet.
Terrängen runt Har Zikhrona är huvudsakligen platt, men norrut är den kuperad.Runt Har Zikhrona är det ganska tätbefolkat, med 230 invånare per kvadratkilometer. Närmaste större samhälle är Hadera, 15,3 km söder om Har Zikhrona. Trakten runt Har Zikhrona består till största delen av jordbruksmark.